# Валдемар Бекер
Валдемар Бекер (6. април 1840. Хелсингфорс, Велика кнежевина Финска — 22. фебруар 1907. Краљевина Италија), је био фински војник и политичар. Борио се на више континената и у више војски.